# Artéria da retina central
A artéria da retina central é um ramo da artéria oftálmica.